# Filipovci
Filipovci (macedónul: Филиповци) település Észak-Macedóniában, a Északkeleti körzetben, Kratovo községben.

## Népesség
| Lakosok száma | 521  | 598  | 519  | 405  | 289  | 166  | 140  | 112  | 52   |
|               | 1948 | 1953 | 1961 | 1971 | 1981 | 1991 | 1994 | 2002 | 2021 |

- 2002-ben 112 lakosa volt, akik mindannyian macedónok.